# Два життя Ґрея Еванса
«Два життя Ґрея Еванса» — кінофільм режисера Адам Голдберг, що вийшов на екрани в 2003 році.

## Зміст
Грей Еванс і його дружина – обоє голлівудські зірки. Популярність, мільйонні гонорари, цікава робота, але є і негативні сторони. Вони не можуть і дня прожити без того, щоб за ними по п'ятах не слідував натовп журналістів, а деякі фанати серйозно перегинають палицю. Грей заявляє, що його постійно переслідує якийсь хлопець, який загрожує і залякує актора. Та чи так це насправді? Або розум Еванса просто вигадав цю людину?

## Ролі
| Актор           | Роль |
| --------------- | ---- |
| Маріса Коглен   | -    |
| Джуді Грір      | -    |
| Шалом Гарлоу    | -    |
| Джаред Гарріс   | -    |
| Джошуа Джексон  | -    |
| Ніккі Кетт      | -    |
| Джейсон Лі      | -    |
| Франка Потенте  | -    |
| Джованні Рібізі | -    |
| Крістіна Річчі  | -    |

## Знімальна група
- Режисер — Адам Голдберг
- Сценарист — Адріан Бучарт, Адам Голдберг
- Продюсер — Адам Голдберг, Кріс Генлі, Девід Гілларі
- Композитор — Ерік Колвін